# Magalas
Magalas (okzitanisch: Magalaç) ist eine südfranzösische Gemeinde mit 3.531 Einwohnern (Stand: 1. Januar 2022) im Département Hérault in der Region Okzitanien. Die Einwohner werden Magalassiens genannt.

## Geographie
Magalas liegt etwa zwölf Kilometer nördlich von Béziers am Fluss Libron. Im Osten verläuft ein kleiner Nebenfluss des Flusses Thongue namens  Lène. Umgeben wird Magalas von den Nachbargemeinden Laurens im Norden, Fouzilhon im Nordosten, Pouzolles im Osten, Puissalicon im Süden und Südosten, Puimisson im Süden und Südwesten, Saint-Geniès-de-Fontedit im Westen sowie Autignac.

## Geschichte
Etwas östlich vom Ortskern liegen die Reste des keltischen Oppidum von Magalas.

### Bevölkerungsentwicklung
| Jahr      | 1962 | 1968 | 1975 | 1982 | 1990 | 1999 | 2006 | 2017 |
| Einwohner | 1604 | 1583 | 1597 | 1604 | 1699 | 1827 | 2489 | 3349 |

## Verkehr
Magalas liegt an der Bahnstrecke Béziers–Neussargues und wird im Regionalverkehr mit TER-Zügen bedient.

## Sehenswürdigkeiten

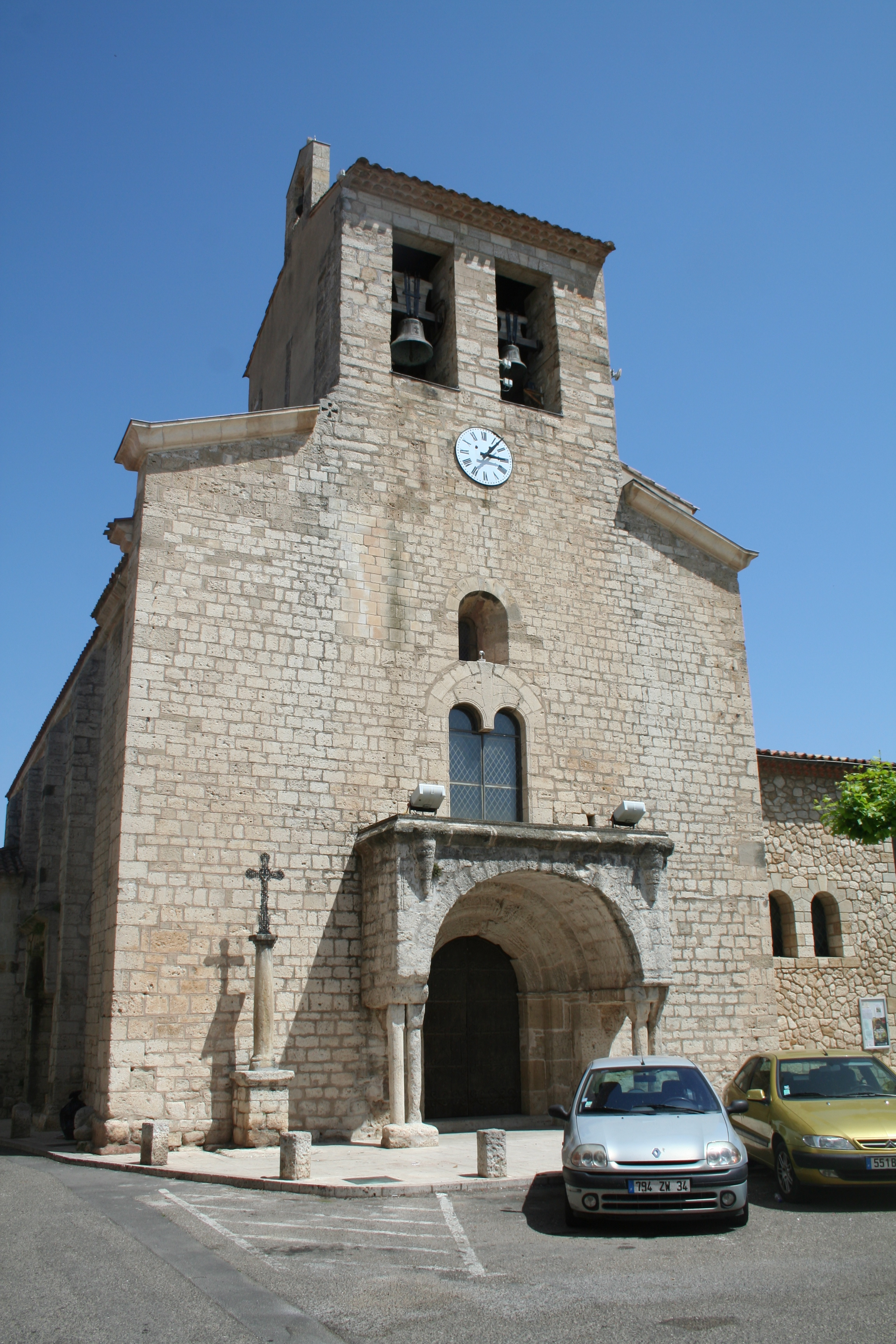
Kirche Saint-Laurent

- Kirche Saint-Laurent aus dem 11. Jahrhundert, seit 1984 Monument historique
- keltisches Oppidum (genannt Puech du Montfo), seit 1979 Monument historique

## Gemeindepartnerschaft
Mit der spanischen Gemeinde Alcarràs in Katalonien besteht eine Partnerschaft. 

## Persönlichkeiten
- Raoul Streiff (1909–1980), Händler und Politiker
- Roger Barthe (1911–1981), Hispanist, Okzitanist, Romanist und Lexikograf
- Jacques Vergnes (1948–2025), Fußballspieler